# Mädchen für Hollywood
Mädchen für Hollywood ist eine US-amerikanische Musicalkomödie aus dem Jahr 1947 von George Marshall mit Mary Hatcher, Olga San Juan und DeForest Kelley in den Hauptrollen. Der Film wurde von Paramount Pictures produziert.

## Handlung
Im Säuglingszimmer eines von „Variety Clubs International“ finanzierten Krankenhauses erklärt Barbara Stanwyck Joan Caulfield, wie die Wohltätigkeitsorganisationen des „Variety Clubs“ gegründet wurden.
Achtzehn Jahre zuvor, im Jahr 1928, wurde in Pittsburgh ein kleines Mädchen im Sheridan-Kino zurückgelassen. Ihre Eltern hofften auf die Großzügigkeit der Filmbranche und hatten eine Nachricht mitgegeben mit der Bitte, sich um sie zu kümmern. Ein Platzanweiser übergibt das Baby in die Obhut von Mitgliedern des „Variety Clubs“, einer Gruppe von elf lokalen Schaustellern, die sich einmal pro Woche treffen. Die Männer beschließen, eine Patenschaft für das Kind zu übernehmen und es als Catherine Variety Sheridan zur Adoption freizugeben. 
Achtzehn Jahre später wissen nur vier Menschen, wer Catherine ist: die Browns, die ihre Adoptiveltern sind, R. J. O’Connell, der das Paramount-Studio in Hollywood leitet, und Bill Farris, Leiter des New Yorker Büros von Paramount. Catherine, die inzwischen eine talentierte Sängerin ist, die unter dem Namen Amber La Vonne auftritt, nimmt Kontakt zu Farris auf, dieser bittet O’Connell, einen Probedreh für sie zu arrangieren. Ein Mangel an Zimmern im „Hollywood Girls Club“ veranlasst eine mutige, aber talentlose unbekannte blonde Schauspielerin, sich als Amber auszugeben, um ihr Zimmer zu stehlen. Als Catherine ankommt, freundet sich die Schauspielerin mit ihr an, besteht aber darauf, ihren Künstlernamen zu behalten. Nachdem die falsche Amber im Restaurant „Brown Derby“ eine Show abzieht und schamlos auf sich aufmerksam macht, kommt der Talentscout von Paramount, Bob Kirby, um Catherine abzuholen, geht aber fälschlicherweise mit „Amber“. „Amber“ erhält Catherines Probeaufnahme. Im Glauben, „Amber“ sei Catherine, lädt O’Connell sie zu einer Party in sein Haus ein. Bei O’Connell gibt sich „Amber“ als temperamentvolles Starlet aus und verlangt, dass Kirby Catherine auf der Party singen lässt. Trotz der Mätzchen von Spike Jones und seinem Orchester, denen Kirby befohlen hat, ihren Auftritt zu stören, beweist Catherine, dass sie singen kann. Bevor sie sich jedoch bei O’Connell einschmeicheln kann, stößt Catherine ihn versehentlich in seinen Pool und versetzt ihn in Rage. 
Am Set eines Films von Cecil B. DeMille, durchnässt Catherine O’Connell erneut. Um „Amber“ dafür zu bestrafen, dass sie sich und Catherine ihm aufgedrängt hat, befiehlt O’Connell William Bendix, sie während ihrer Probeaufnahmen absichtlich zu demütigen, indem er die Grapefruit-Szene mit James Cagney und Mae Clarke aus dem Film "Der öffentliche Feind" immer wieder nachstellt. „Amber“ wird so wütend, dass sie Bendix die Grapefruit ins Gesicht drückt und einen Wutanfall bekommt. Auf Farris' Vorschlag hin bittet O’Connell „Amber“, bei der Show des „Variety Clubs“ zu singen. Kirby arrangiert es, dass Catherines Stimme synchronisiert wird. Da Catherine O’Connell inzwischen ein drittes Mal durchnässt hat, kommt sie als Zigarettenmädchen verkleidet an und versteckt sich unter einem Tisch, um zu singen. „Amber“ lässt Catherine jedoch ihren eigenen Applaus entgegennehmen und O’Connell ist kurz davor, Catherine hinauswerfen zu lassen, als Farris ihm sagt, wer sie ist. Die Show des „Variety Clubs“ endet mit Auftritten einer Starbesetzung, darunter Bob Hope und Bing Crosby, die siamesische Zwillinge imitieren.

## Hintergrund
Gedreht wurde der Film von Mitte Oktober 1946 bis Ende Januar 1947.
Der Film beginnt mit den Worten: „Dieser Film ist Variety Clubs International gewidmet, dem Herzen des Showbusiness, das ununterbrochen für die unterprivilegierten Kinder dieser Welt schlägt, unabhängig von Rasse, Glaubensbekenntnis oder Hautfarbe.“ Im Film wird erklärt, dass „Variety Clubs“ International seit 1947 25 Krankenhäuser betreibt und unterhält, weltweit 7.000 Mitglieder hat und 12 Millionen Dollar (2024: über 168 Millionen Dollar) für das Wohlergehen unterprivilegierter Kinder ausgegeben hat. Der Film endet mit der folgenden Aussage: „Als Ergebnis der Adoption eines ausgesetzten Babys im Jahr 1928 durch elf Schausteller haben zweieinhalb Millionen unterprivilegierte Kinder von den philanthropischen Aktivitäten der Variety Clubs in ihren Kindergärten, Krankenhäusern, Forschungslabors und Jungenranches auf der ganzen Welt profitiert.“
Paramount zahlte 50.000 Dollar (2024: ca. 700.000 Dollar) an die „Variety Clubs of America“ für die Rechte an der Geschichte des Films. Die Sängerin Pearl Bailey gab in dem Film ihr Spielfilmdebüt, ebenso wie Lucille Barklay. Mary Hatcher, die in dem Film ihr Leinwanddebüt gab, war achtzehn Jahre alt, als sie in dem Film auftrat. Am 4. September 1947 fand in ihrer Heimatstadt Tampa (Florida) eine Sonderpremiere des Films statt. Bei einer Benefizpremiere in Los Angeles am 8. Oktober 1947 wurden 28.000 Dollar (2024: ca. 392.000 Dollar) für den Bau des „East Los Angeles Boys Club“ gesammelt. Es fanden dreißig Benefizpremieren für den Film in wichtigen amerikanischen Städten statt, in denen es „Variety Clubs“ gab.
George Pal inszenierte eine Animationssequenz mit dem Titel Romeow and Julicat, die von Wah Chang, Reginald Massie und Gene Warren kreiert wurde. Das Drehbuch dieser Szene stammte von William Cottrell und Thornton Hee. Der Sprecher der Figuren war Pinto Colvig.
Robert Clatworthy und Hans Dreier oblag die künstlerische Leitung. Sam Comer und Ross Dowd waren für das Szenenbild zuständig, Waldo Angelo, Edith Head und Dorothy O’Hara für die Kostüme, Wally Westmore für das Maskenbild. Farciot Edouart und Gordon Jennings schufen die Spezialeffekte. George Templeton arbeitete als Regieassistent.

## Musik
Folgende Musikstücke wurden im Film gespielt:
- Tiger Rag von der Original Dixieland Jass Band
- Romeow and Julicat von Edward H. Plumb
- Mildred's Boogie von Mildred und Jim Mulcay

Hinzu kamen folgende Songs:
- Harmony von Jimmy Van Heusen und Johnny Burke
- Tired von Allan Roberts und Doris Fisher
- Tallahassee, Your Heart Calling Mine, He Can Waltz, I Muster Have Been Madly in Love, I Want My Money Back, Impossible Things und The French von Frank Loesser

## Veröffentlichung
Die Premiere des Films fand am 27. August 1947 in Tallahassee statt. In der Bundesrepublik Deutschland wurde er am 2. März 1976 im deutschen Fernsehen ausgestrahlt.

## Kritiken
Der Filmkritiken-Aggregator Rotten Tomatoes hat in einer Auswertung ein Publikumsergebnis von 22 Prozent positiver Bewertungen ermittelt.
Der Kritiker der The New York Times notierte, es gebe einen roten Faden, der den Film zusammenhalte, ziemlich verrückt, aber brauchbar, aber darauf wolle er nicht näher eingehen, denn es gebe so viele andere angenehme Überraschungen in dieser Wundertüte. Der Film folge dem Muster, das das Paramount-Studio vor einigen Jahren für seine „Big Broadcast“-Produktionen etabliert hat, aber das neue Werk komme mit viel mehr Schwung und Wucht rüber.
Mae Tinée schrieb in der Chicago Tribune, es wäre schwierig, einen dieser liebenswürdigen Mitglieder für besondere Ehrungen auszuwählen.